# 洗眼
洗眼 (せんがん、Eyewash) とは、水や薬液で目を洗うこと。

## 概要
目のまわりには、皮脂やフケをはじめとして、花粉やホコリ、アイメイクの残りなどが付着しやすい。
これをそのままにしておくことでアレルギー性結膜炎や霰粒腫や麦粒腫、ドライアイなどの疾患を引き起こしたり、「まつ毛ダニ」とよばれるダニが繁殖したりする。
目もとを清潔にする事で、上記の症状を予防できるため、まつ毛や目もとが健康的になる。　
水だけではなく、石鹸やアイシャンプーなどでも洗眼することができる。

## 効果
- アレルギー性結膜炎や霰粒腫等の疾患はまつ毛の根元やそのすぐ近くにある涙の分泌腺の開口部を清潔に保つ事で症状の改善が期待できる[2]。
- 光化学スモッグは、洗眼やうがいなどによって、その症状を軽減させられる。[要出典]

## 注意
- 水道水での洗眼は、涙の中の有効成分を過剰に除去してしまい、却ってドライアイ等の疾患を引き起こす事もあるため注意が必要である。
- 洗眼のしすぎは、かえって目に良くないと考えられている。涙の層のムチン層がはがれやすくなり、角膜がむき出しになったり、目が乾いてしまうからである。 だが、涙はつねに分泌されているものであり、たまに洗眼したからといって、それほど問題がある訳ではない。
- 洗眼液などによっては、目の栄養分を流してしまうことがある[3]。